# عبد الرحمن مكاوي
شاعر غنائي
عبدالرحمن محمد حسن مكاوي من مواليد مدينة بربر 350 كلم شمال الخرطوم في عام 1940 وقضي فيها شطرا من حياته قبل ان ينتقل إلى العاصمة الخرطوم

## النشأة وكتابة الشعر
نشأ “مكاوي” يتيم الأب، وكفلته جدته لوالدته والتي يطلق عليها “المراد لله” والتي صنعت رقته وهذّبت وجدانه بأدب التصوف فقد كان لسانها يردد بأستمرار أبيات المدائح التي كانت تكتبها بنفسها وكانت حياتهم في مدينة بربر رقيقة الحال، ولكن جدته لم تكن تشتكي للناس، رغم الحزن البائن عليها، وعندما يسألها الناس عن حالها كانت ترد قائله “المراد لله” لذلك سار عليها هذا اللقب.
درج عبدالرحمن مكاوي في كتابة الشعر منذ صغره ولكن قصائده التي كتبها في عنفوان شبابه وجدت شهرة كبيرة عندما غناها مطربون سودانيون مشهورون من أمثال حمد الريح ومصطفى سيداحمد
وتعتبر القصائد التي كتبها وتم تلحينها واداءها قد أسهمت في تشكيل الذائقة الغنائية من خلال أعمال فنية خالدة، حيث شكل ثنائية مع المطرب حمد الريح، والتي نتجت عنها أروع أغنيات الريح “خليتني لي عيشة الشقى”، و”بريدك يا شقاء الأيام”، أحلى منك قايله بلقى، وآخر قصيدة للشاعر مكاوي اداها حمد الريح كانت قصيدة (أصبحتو كيف”) من ديوان الشعر الذي حمل نفس العنوان، كما تعاون الشاعر مع مطربين آخرين أبرزهم  النور الجيلاني بقصيدة  “يا القدامنا ما أنت” وهاشم ميرغني ” ما زمان بتقول عيونك”، ومصطفى سيد أحمد، قصيدة “تقول لي الفراق مكتوب”، ومحمد الأمين “هي إلا الغربة نتغرب”، وأنس العاقب “يا بلدينا”، وهادية طلسم ” روّح معاك عمر الهناء يقول متابعون لمسيرته الشعرية إنه لم ينل حظاً كافياً من الإعلام، بسبب تربيته الصوفية التي تجعله غير محبا للأضواء. أما تفسير الشاعر نفسه لقلة ظهوره الاعلامي وقلة انتاجه الأدبي فأرجعهما إلى المعاناة في كسب لقمة العيش وذلك في لقاد تلفزيوني أجرى معه

## شقى الأيام
اثارت قصيدته والمسماة (شقى الأيام) خلافا كبيرا بين الملحن واثنين من المطربين المشهورين في أوائل الثمانينات من القرن الماضي  وهما حمد الريح ومصطفى سيداحمد والملحن يوسف السماني، فقد اعتذر الريح أولا عن استكمال آدائها بسبب اعتقاد غيبي فحواه أن أداء هذه القصيدة قد يجلب له الشقا، فتولى مصطفى سيداحمد اداءها ولكن بعد فترة عاد الريح عن اعتقاده الغيبي وطلب من الملحن والشاعر أداءها مرة أخرى مما خلق مشكلة، غير ان الشاعر مكاوي رجح كفة الريح حيث كانت تربط علاقة عمل وثيقة معه 

## شاعر الغلابة
عكس الشاعر عبدالرحمن مكاوي في قصائد دواوينه الأخيرة المعاناة التي يكابدها الشعب السوداني، واطلق عليه بعض النقاد لقب شاعر الغلابى من كثر القصائد المعبرة عن معاناة الناس خصوصا في السنوات الأخيرة، وكتب أحدهم قائلا (عند تصفح  ديوان الشاعر عبد الرحمن مكاوي (أصبحتو كيف)، تجد مجموعة قصائد غنائية غاصت بعيداً في أعماق الحياة.. بكل جوانبها المضيئة والمظلمة المتشائمة والمتفائلة.. الحلم والمعاناة.. والأمل.. والشكوى) 

## دواوين شعر
يكتب مكاوي شعره باللغة العامية السودانية لشمال السودان واصدر عددا من الدواوين أبرزها:
- أصبحتو كيف – الناشر: الدار السودانية للكتب
- ايتام الزمن – الناشر – الدار السودانية للكتب

## حياته الشخصية
تزوج عبدالرحمن مكاوي من سيدة تدعى فائزة وله منها ثلاث بنات، وكان قبلها مرتبط بفتاة تركته دون سبب، فكتب فيها قصيدته الشهيرة والتي يتغنى بها حمد الريح بعنوان (أحلى منك قايله بلقى ولا غيرك انتي بقى)
الشاعر هو الأخ الشقيق الوحيد للسيد عبدالرحيم مكاوي، مؤسس الدار السودانية للكتب

## وفاته
توفى عبدالرحمن مكاوي في 18 ديسمبر 2019 عن عمر يناهز 71 عاما ووري الثري في مقابر البنداري بالخرطوم بحري، وأعاب أحد كبار شعراء الأغنية بالسودان  عدم قيام الأجهزة الاعلامية السودانية بنشر خبر نعيه